# 週刊競馬大道場!!
週刊競馬大道場!!（しゅうかんけいばだいどうじょう）は、2008年3月29日までラジオNIKKEI（第1放送）で毎週土曜日17:00 - 17:30（薄暮競走開催期間中の夏期は17:30 - 18:00、いずれもJST）に放送されていた競馬展望番組であった。

## 概要
この番組は1996年ごろから「週刊競馬道場!!」と題した展望番組（30分間）でスタートし、その後1997年に1時間枠に延長したのに伴い現在のタイトルに変更された（後半はレース結果など）。2003年から放送時間が元の30分番組に戻っていた。
番組は3部構成となっており、前半は競馬ブックのトラックマンで、この番組の師範代（メイン解説）でもある松本憲二が日曜日に行われる重賞レースについて有力馬の解説を展開する「メインレースの徹底分析」とそれ以外の注目馬を紹介する「師範代の最終決断」。中盤は競馬研究トラックマン・池田勇孝（いけだ ゆうたか）の「穴馬券大公開!!」、後半は勝馬トラックマン・片野昌一（かたの まさと）の「厩舎ウォッチング」で構成されていた。なお番組の性質上、関東で行われるレースについての展望が主となっていた。
番組は短波放送のほか、NTTドコモの携帯電話「iモード」の公式サイト『ラジオNIKKEIモバイル』より、iアプリを使用した生聴取も可能となっていた（一部のFOMA対応電話で聴取可能、有料）。
後番組は2008年3月30日まで毎週日曜日9:00 - 9:30に放送されていた『競馬LIVEへGO!』が枠移動する。